# Croissanville
Croissanville är en kommun i departementet Calvados i regionen Normandie i norra Frankrike. Kommunen ligger i kantonen Mézidon-Canon som ligger i arrondissementet Lisieux. År 2018 hade Croissanville 532 invånare.

## Befolkningsutveckling
Antalet invånare i kommunen Croissanville
Referens: INSEE